# 血のワシ
血のワシは、後期スカルド詩に語られる儀式的な処刑法。サガで語られる二つの例によれば、犠牲者(どちらの例でも王族だった)をうつ伏せに寝かせ、刃物で肋骨を脊椎から切り離し、生きたまま肺を体外に引きずりだして翼のように広げるのだという。この処刑法が文学上の作り事なのか、それとも原文の誤訳に過ぎないのか、あるいは現実の歴史において行われていたものなのか、未だに議論の決着はついていない。ただし、キリスト教化以前のスカンジナビア半島において何らかの生贄の儀式が行われていたのは事実である。

## 文献の記述
「血のワシ」の儀式について具体的に記述されているものは北欧文学において二つの例が確認される。二つの例においては、犠牲者は貴人であり(長脛のハールフダンはハーラル1世の息子であり、エッラはノーサンブリアの王であった)、父親を殺されたことの報復として儀式が行われる、という共通点が存在する。この刑罰は『ヘイムスクリングラ』をはじめ、多くのサガなどで言及される。

### エイナルとハールフダン
『オークニーの人々のサガ』では「血のワシ」はオーディンに人身御供を捧げる儀式であるとされている。トルフ・エイナルはハーラル1世の息子長脛のハールフダンをこの儀式で殺害している。
Þar fundu  þeir Hálfdan hálegg, ok lèt Einarr rísta örn á baki honum með sverði, ok skera rifin öll frá hrygginum ok draga þar út lúngun, ok gaf hann Óðni til sigrs sèr.

Einarr made them carve an eagle on his back with a sword, and cut the ribs all from the backbone, and draw the lungs there out, and gave him to Odin for the victory he had won.
スノッリ・ストゥルルソンの『ヘイムスクリングラ』は『オークニーの人々のサガ』に記されたものと同じ出来事の記述を含むが、ここではエイナルは実際に彼自身の手によってハールフダンに「血のワシ」の儀式を施したのだとされる。
Þá gékk Einarr jarl til Hálfdanar; hann reist örn á baki honum með þeima hætti, at hann lagði sverði á hol við hrygginn ok reist rifin öll ofan alt á lendar, dró þar út lungun; var þat bani Hálfdanar.

それからエイナル侯はハルヴダンに歩みより、剣を背骨のわきの空洞部に差し込み、上から腰まで肋骨を全て切り裂き、そこから肺を引っ張り出すというやり方で〈血鷲の刑〉を実行した。それがハルヴダンの死であった。

### イーヴァルとエッラ王
『ラグナルの息子たちの話』では、ラグナル・ロズブロークがエッラに殺害されたため、ラグナルの息子骨無しのイーヴァルはエッラを捕らえる。ヨークの支配権を巡る戦いの後に起きたエッラの殺害について、以下のように記されている。
They caused the bloody eagle to be carved on the back of Ælla, and they cut away all of the ribs from the spine, and then they ripped out his lungs.

### その他
シグルズ伝説の一部であり、ニーベルンゲン伝説へとつながる10世紀半ばに成立した『レギンの歌』でもまた血のワシの刑罰について言及されている。
「レギンの歌」はシグルズが父シグムンドの仇としてリュングヴィ王らを討ったことについてレギンが次のように語って終わる。

「シグムンド殺しの背には、今こそ、鋭い剣で血の鷲が切り裂かれた。戦場を紅に染め、フギン（鴉）を喜ばす王の跡取りで、これ以上のものはおるまい」
—引用：谷口幸男（訳）『エッダ―古代北欧歌謡集』「レギンの歌」より第26歌